# 小笠原長恭
小笠原 長恭（おがさわら ながゆき）は、江戸時代中期の大名。遠江国掛川藩3代藩主、陸奥国棚倉藩初代藩主。官位は従五位下・佐渡守、能登守。忠知系小笠原家7代。

## 生涯
元文5年（1740年）、掛川藩2代藩主・小笠原長庸の長男として誕生。延享元年（1744年）に父が死去したため、家督を継いで掛川藩3代藩主となる。延享3年（1746年）9月25日、陸奥棚倉藩へ移封。延享4年（1747年）3月16日、日本左衛門と名乗る盗賊が、旧領掛川において賊をなしたことを白状した為、出仕を止められる。(4月6日許される)
寛延2年（1749年）2月、隣の天領白川郡において百姓が代官を殺害するという戸塚騒動が起こると、幕命により藩軍を送って鎮圧している。藩財政が苦しかったため、殖産興業政策を推進し、特に製陶を奨励したが、棚倉鹿の子焼は長恭が創始したものとされている。
安永5年（1776年）5月29日に死去した。享年37。跡を長男の長堯が継いだ。

## 系譜
父母
- 小笠原長庸（父）

子女
- 小笠原長堯（長男）
- 小笠原長英（三男）
- 小笠原長富
- 光子（長女） ー 板倉勝意正室後に織田信浮継々室